# Sawe
Sawe (perski: ساوه) – miasto w Iranie, w ostanie Markazi. W 2006 roku miasto liczyło 179 009 mieszkańców.
Według Marco Polo, z miasta tego wyruszyli do Palestyny Trzej Królowie.